# Lírica latina
La poesía lírica latina contó con brillantes cultivadores, si bien se halló restringida a círculos eruditos.
Catulo (82 a. C. - 52 a. C.), mostró gran variedad temática en epigramas y cartas y EPODOS; fue el máximo representante de la neoteórica. Sus fuentes fueron helenísticas. Arte nuevo y docto. Abunda el tema erótico y refleja la realidad, de la que surgen los sentimientos. Su expresión es culta, pero su lenguaje es corriente. Fue el fundador del género autobiográfico, que distingue la elegía romana de la griega.
Tíbulo (50 a. C. - 19 a. C.) expresa con delicadeza y sensibilidad su amor al campo y a sus dioses. Sus temas son el amor a Delia, la aversión a la guerra y las riquezas, vejez, enfermedad y muerte.
Propercio (47 a. C. - 15 a. C.) participó del proyecto de Augusto de crear una poesía nacional y patriótica.
Ovidio (43 a. C. - 17 a. C.) cultivó tres tipos de poesía:
- Poemas eróticos, con influencia alejandrina y de la retórica latina. Destacan Arte de amar (mezcla ironía y parodia alegre) y las Heroidas: (cartas de heroínas a sus amados).
- Grandes poemas: Las metamorfosis.
- Elegías: Tristes.

Horacio (65 a. C. - 8 a. C.) perteneció también al círculo de Augusto. Representa al clasicismo moderado de tipo helénico. Su obra se compone de:
- Épodos: agresivos y sarcásticos; tópico del "beatus ille".
- Sátiras: censura los efectos humanos.
- Odas: trata de aclimatar la poesía griega.
- Epístolas: género didáctico.

- Datos: Q5987992